# Saint-Dié-des-Vosges
Saint-Dié-des-Vosges, o San-Deodato-dei-Vosgi (fino al 29 dicembre 1999 semplicemente Saint-Dié, tedesco: Sankt Didel), è un comune francese di 22 306 abitanti situato nel dipartimento dei Vosgi nella regione del Grand Est.

## Storia
La tradizione fa risalire la nascita della città al monastero fondato da san Deodato (Dié), presunto vescovo di Nevers.
Il 25 aprile 1507 a Saint-Dié venne data alle stampe la Cosmographiae Introductio opera dei cartografi Martin Waldseemüller e Matthias Ringmann, che viene considerato il primo atlante moderno e dove compare per la prima volta il nome America.

## Monumenti e luoghi d'interesse
- Cattedrale di Saint-Dié
- Chiesa di Saint-Martin
- Cappella di Saint-Roch
- Museo Pierre-Noël
- Fontane
- Fabbrica Claude et Duval  (architetto Le Corbusier)

## Società

### Evoluzione demografica

#### Tabelle statistiche
Abitanti censiti

## Cultura

### Istruzione

#### Didattica e ricerca
Università Henri Poincaré:

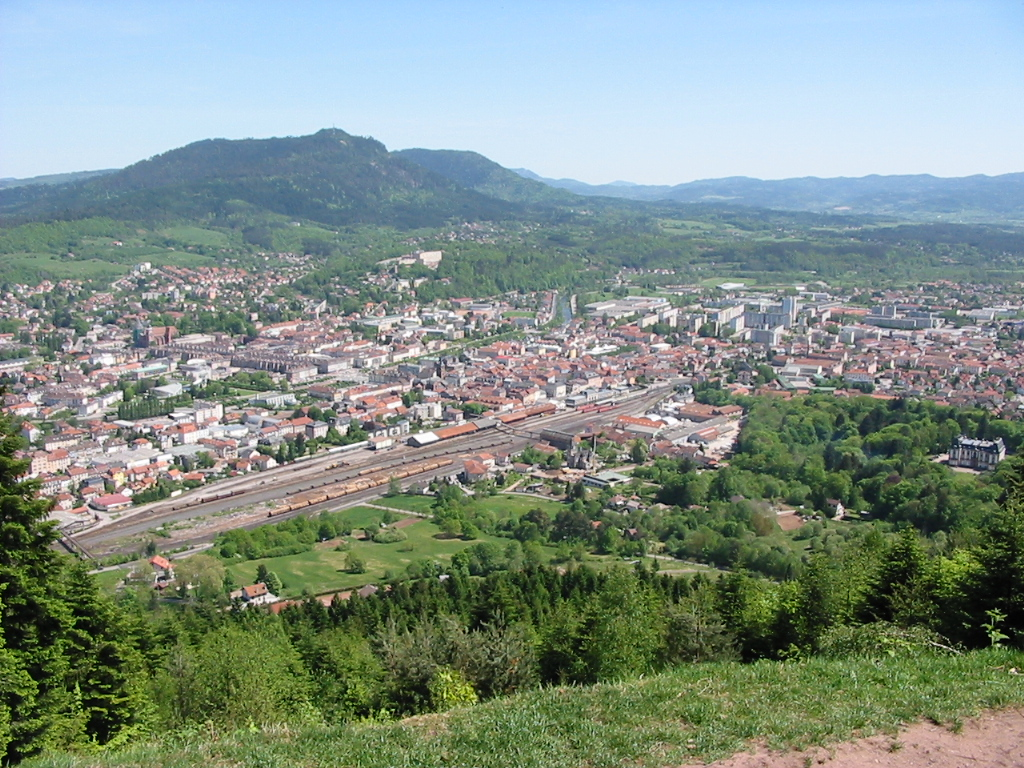
La città nelle montagne dei Vosgi.

IUT (Institut universitaire de technologie)
- Automazione
- Elettrotecnica
- Elettronica
- Informatica
- Computer grafica 3D
- Internet
- Comunicazione

### Ricorrenze, feste e fiere
- Festival internazionale di geografia

## Amministrazione

### Gemellaggi
- Arlon
- Cattolica (Italia)
- Cirquenizza
- Friedrichshafen
- Lowell
- Meckhe
- Ville de Lorraine
- Zakopane

## Sport

### Impianti sportivi
- Géoparc